# Trombidiidae
Famille
Les Trombidiidae forment une famille d'acariens couramment désignés sous le nom d'araignées rouges. Beaucoup sont parasites d'arthropodes et de pucerons, auxiliaires précieux des jardins, des cultures (vignes par exemple).

## Liste des genres
Selon Joanna Makol
- Trombidiinae Leach, 1815
  - Allothrombium Berlese, 1903 synonyme Corethrothrombium Oudemans, 1928 & Mongolothrombium Feider, 1973
  - Andinothrombium Makol, 2007
  - Andrethrombium Makol, 2007
  - Arknotrombium Haitlinger, 2007
  - Azaritrombium Saboori, Bagheri & Haddad, 2005
  - Caenothrombium Oudemans, 1927
  - Calctrombidium Haitlinger, 2003
  - Clinotrombium Southcott, 1986
  - Darjeelingia Makol, 2007
  - Dinothrombium Oudemans, 1910
  - Dolichothrombidium Feider, 1945
  - Iranitrombium Saboori & Hajiqanbar in Saboori, Hajiqanbar & Irani-nejad 2003
  - Mesothrobium Hirst, 1926 synonyme Austrothrombium Womersley, 1934
  - Monotrombium Zhang in Zhang & Norbakhsh 1995
  - Oskootrombium Saboori, Bagheri & Haddad 2006
  - Paratrombium Bruyant, 1910
  - Pollicotrombium Southcott, 1986
  - Robauxthrombium Makol, 2007
  - Ronaldothrombium Makol, 2007
  - Trombidium Fabricius, 1775 synonyme Kaszabothrombium Fieder, 1973
  - Variathrombium Robaux, 1969
  - Wohltmannella Makol, 2007
  - Xenothrombium Oudemans, 1927

## Référence
- Leach, 1815 : A tabular view of the external characters of four classes of animals, which Linné arranged under Insecta; with the distribution of the genera composing three of these classes into orders, and descriptions of several new genera and species. Transactions of the Linnean Society of London, vol. 11, p. 306–400.